# Улем

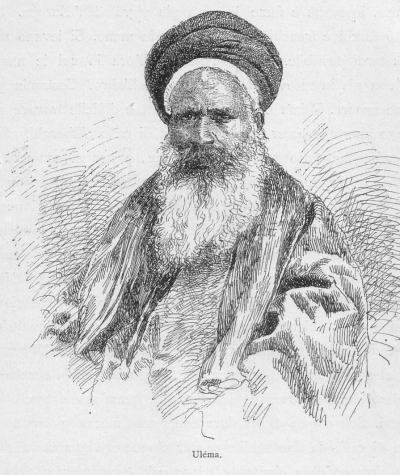
Османський улем

Улеми (множина від алім (араб. عالم) — «знавець», «вчений») — збірна назва знавців богослов'я, історико-релігійного передання і етично-правових норм ісламу, як теоретиків, так і практичних діячів в області традиційних форм освіти, судочинства на основі шаріату і виконання обрядів.

## Історія поняття
Слово улем походить від арабського терміна ілм (знання). Улемами називали лише тих осіб, що вирізнялися своєю освітою і вченістю. Внаслідок ускладнення системи наук, визнаних у мусульманському світі, словом улем називали все більшу кількість людей не залежно від галузі і характеру їх знань. Переважно улемами називались релігійні вчені, нащадки пророка. Послідовності у вживанні слова улем не було. Право називатися улемом спричиняло багато суперечок. Улеми розділялись на численні угруповання і спільноти за приналежністю до різних напрямків ісламу, богословсько-правових шкіл, професійних занять і місця проживання. Таким чином, казати про єдину категорію улемів до XV ст. можна лише умовно.
В XVI ст., коли протистояння Османської імперії та сефевідського Ірану перейшло в ідеологічну площину різкого протистояння сунітського і шиїтського ісламу, відбулася консолідація груп, що вважали себе улемами. В Ірані поступово сформувалась ієрархія офіційних духовних керівників маси віруючих — від муджтахідів вищих рангів до мулл; спільною назвою для них почало служити слово улем. В Османській імперії з'явився офіційний глава улемів — муфтій Константинополя.
За умов послаблення мусульманських держав в новий час у них зросла роль різних об'єднань улемів, які часто ставали провідною силою в житті цих держав. Однак у ході секуляризації соціального життя і розвитку освіти в низці мусульманських країн соціальна база улемів звужується.
На сьогодні серед улемів є як прихильники модернізації суспільства, так і прихильники консервативних поглядів.